# Revista Brasiliense
Revista Brasiliense foi uma revista brasileira, de tendência marxista, fundada por Caio Prado Júnior em 1955, que saiu pela última vez em fevereiro de 1964.
Foi organizada com o objetivo de reunir escritores e estudiosos brasileiros que, independentemente de filiação partidária, se dispõem a “analisar em suas raízes e todas as luzes” as questões nacionais “e encará-las do ponto de vista dos interesses nacionais, da melhoria das condições de vida do povo e da renovação e dos progressos da cultura”, conforme anuncia o editorial publicado no primeiro número.
A revista reuniria figuras expressivas da intelectualidade brasileira, como Caio Prado Júnior, Fernando Henrique Cardoso, Florestan Fernandes, Sérgio Buarque de Holanda, Sérgio Milliet, Elias Chaves Neto e Abguar Bastos. Embora tenha mantido em seus quadros editores e colaboradores comunistas, a publicação manteria um caráter plural e, muitas vezes, crítico em relação ao PCB.
Com periodicidade bimestral, a “Brasiliense” abordaria um universo vasto de temas: história, sociologia, cinema, teatro, artes plásticas e literatura. Seria plural, mas jamais apolítica. Desempenharia, por exemplo, importante papel no debate sobre a reforma agrária, cuja luta foi um importante ponto de convergência dos movimentos progressistas ao longo da existência da publicação.
Artigos importantes, com interpretações teórica e politicamente diversas, foram escritos por Caio Prado Júnior, André Gunder Frank, Araguaia Feitosa Martins, Elias Chaves Neto, Maria Isaura Pereira de Queiroz, Salomão Schattan, José de Souza Martins e Michael Löwy, entre outros.
A última edição da “Revista Brasiliense” foi a de número 51, correspondente ao bimestre janeiro-fevereiro de 1964. O número seguinte, que já estava na gráfica quando João Goulart foi deposto, seria apreendido e destruído antes de chegar aos leitores.